# Pierre Louis François Blussé
Pierre Louis François Blussé (Leiden, 13 maart 1818 – Den Haag, 19 november 1908) was een Nederlands advocaat en politicus voor de Liberale Unie.

## Levensloop
Pierre Louis François Blussé werd geboren als zoon van Abraham Blussé en Jeanne Petronella Maizonnet. Zijn roepnaam was Piet. Hij studeerde van 10 oktober 1836 tot 29 april 1842 Romeins en hedendaags recht aan de Hogeschool Leiden. Blussé begon zijn carrière als advocaat te Den Haag. Hij was daar advocaat van 1842 tot 1876. Van 4 april 1865 tot juli 1901 was hij lid van de Provinciale Staten van Zuid-Holland voor het kiesdistrict Zoetermeer. Van 11 juli 1876 tot juli 1901 was hij lid van de Gedeputeerde Staten van Zuid-Holland en van 16 februari 1888 tot 27 maart 1888 was hij lid van de Tweede Kamer der Staten-Generaal. Daarna, van 6 april 1901 tot 19 november 1908, was hij lid van de Raad van State in buitengewone dienst. Piet Blussé was een neef van de Nederlandse politicus Pieter Blussé van Oud-Alblas.

## Nevenfuncties
- Lid van de hoogheemraad Hoogheemraadschap van Rijnland
- Lid van de Staatscommissie voor de Waterstaatswetgeving

## Ridderorden
- Ridder in de Orde van de Nederlandse Leeuw, 29 augustus 1894